# Филатова, Ирина Михайловна
Ирина Михайловна Филатова (23 марта 1939, Москва — 11 декабря 2020, Москва) — российский галерист и куратор. Почётный член Российской академии художеств (2014).
Окончила Московский химико-технологический институт имени Д. И. Менделеева (1961). Кандидат химических наук (диссертация «Алкил(арил)хлорфосфазенфосфонилы; синтез, конденсация в полифосфазены и другие превращения», 1969).
Работала редактором в издательстве «Советская Энциклопедия» (1979—1994). Одновременно на рубеже 1980—1990-х гг. сотрудничала как куратор с объединением «Союзхудожэкспорт».
В 1992 году по приглашению Марины Образцовой, основавшей в Москве новую художественную галерею «Файн Арт», заняла пост куратора галереи и оставалась на нём до конца жизни. Благодаря уже имевшимся знакомствам в художественной среде привлекла к участию в первых выставках галереи таких художников, как Эдуард Гороховский, Игорь Вулох, Игорь Снегур, Вячеслав Колейчук, Лев Кропивницкий. В общей сложности курировала около 300 выставок, в том числе проведённые галереей экспозиции «Автопортрет» (2009) и «Праздники» (2011) в Московском музее современного искусства, выставки Эдуарда Гороховского (2004) и Дмитрия Шорина (2008) в Русском музее.

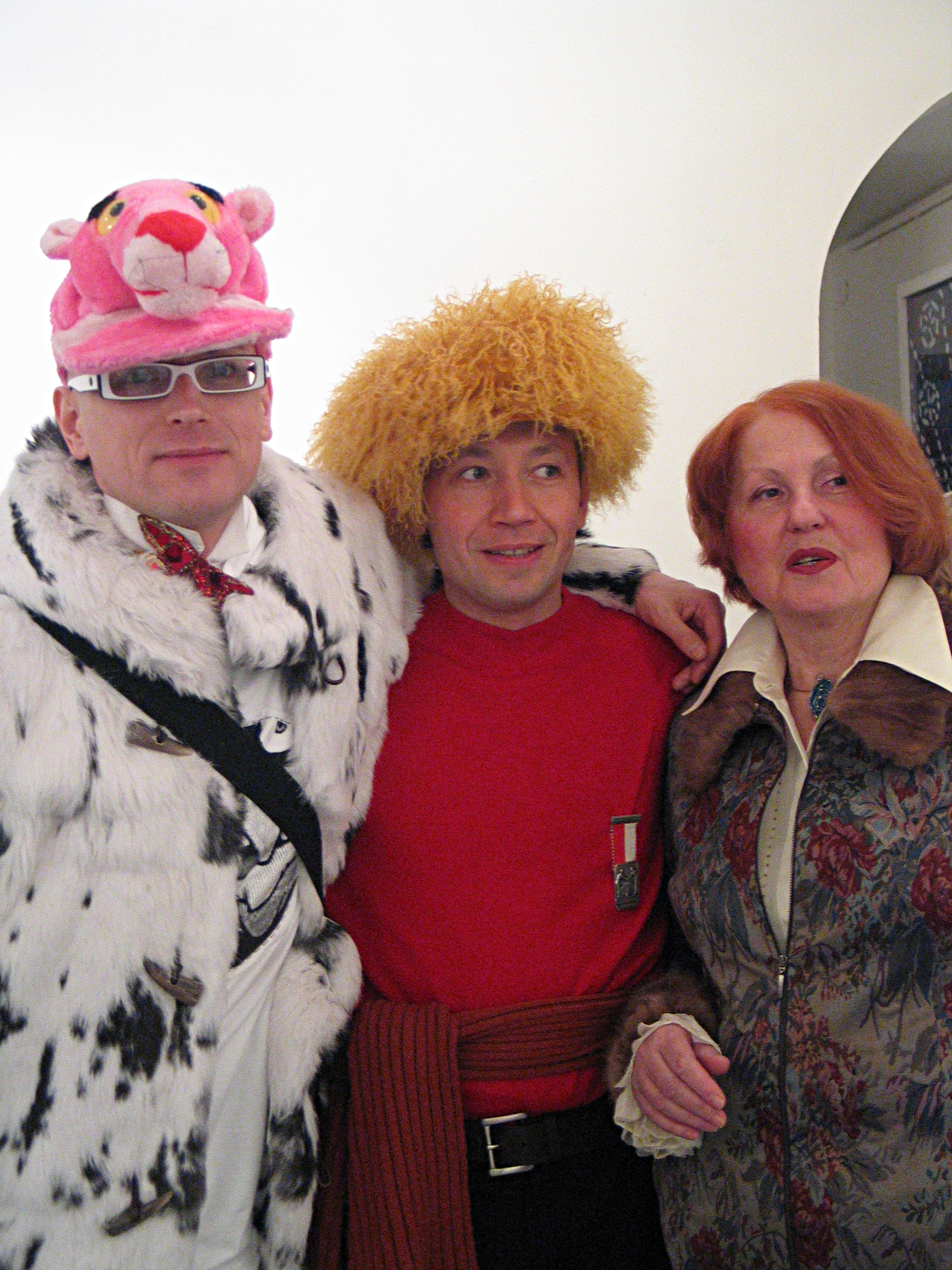
Ирина Филатова (справа) с художниками Андреем Бартеневым и Сержем Головачом на открытии выставки Головача «Подсматривающий» в галерее «Файн Арт». 23 мая 2005 года

По словам Зураба Церетели, Филатова была «талантливым и сильным человеком, энергичным руководителем и одним из пионеров отечественного галерейного дела». Бессменный директор галереи «Файн Арт» Марина Образцова полагает, что присущее Филатовой понимание искусства включало в себя «глубокий анализ произведений и лёгкое для восприятия описание».
Умерла от коронавирусной инфекции. В 2021 году в галерее «Файн Арт» прошла мемориальная выставка.